# Grabbelton

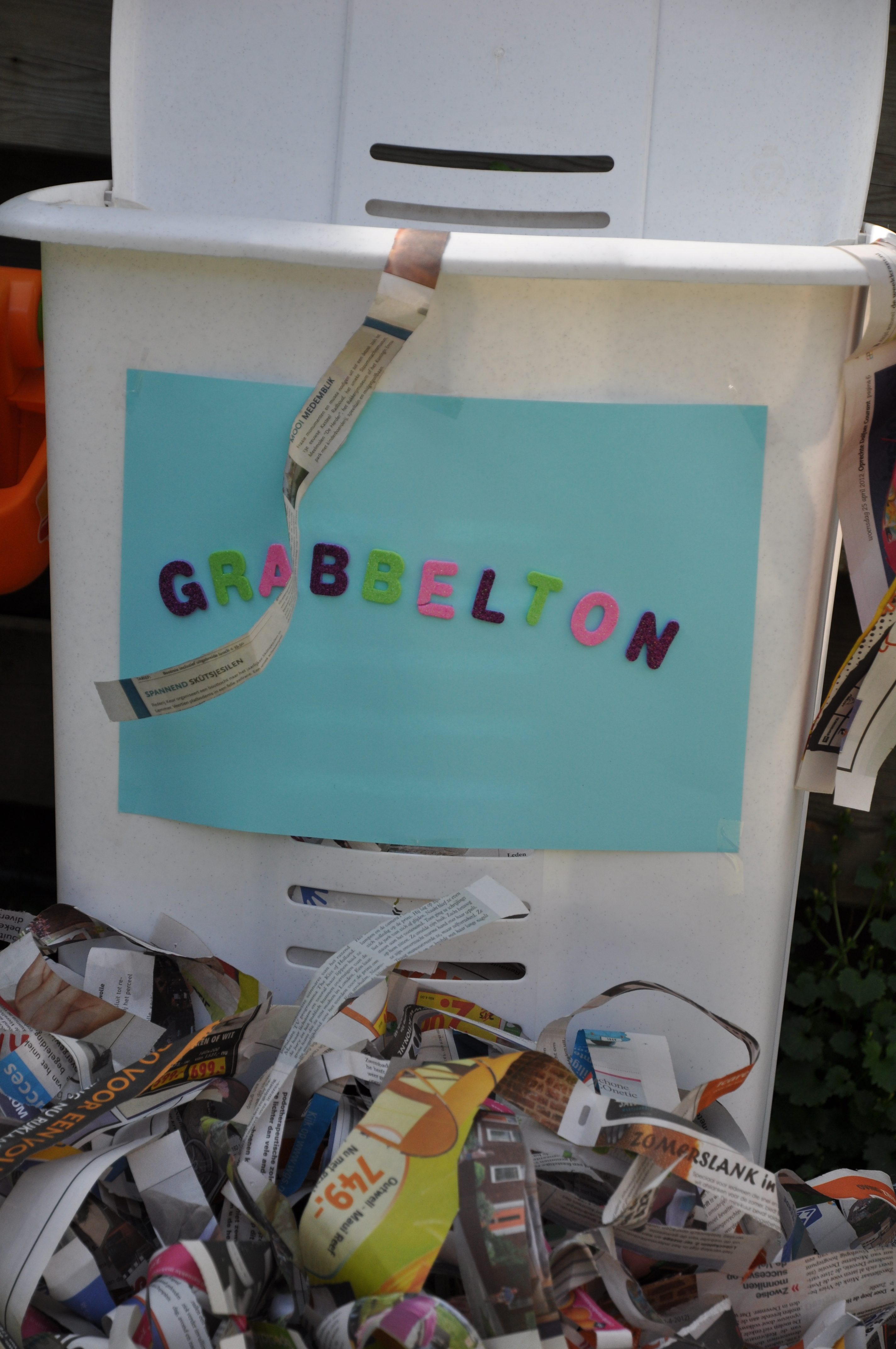
Een grabbelton

Een grabbelton is een ton of bak die gevuld is met opvulmateriaal zoals krantensnippers of zaagsel, waartussen kleine voorwerpen of cadeautjes verstopt zitten. Deze moeten met de hand op de tast worden gezocht. Het is een verrassing welk voorwerp er gegrabbeld zal worden.
Een grabbelton is vaak te vinden op fancy fairs, rommelmarkten en vrijmarkten, zoals op Koninginnedag / Koningsdag. Vaak moet er een klein bedrag betaald worden om te mogen grabbelen. Ook op kinderfeestjes is soms een grabbelton aanwezig.